# Zemljepisna širina
Zemljepísna širína (tudi geográfska širína in redko (geografska) latituda), z oznako φ, opisuje lego kraja na Zemlji severno ali južno od ekvatorja. Zemljepisna širina se meri v stopinjah od 0° na ekvatorju do +90° na Severnem tečaju, od 0° do −90° na Južnem tečaju, in je ena od dveh sfernih koordinat v geografskem koordinatnem sistemu. Je kotna oddaljenost merjena po meridianu od ekvatorja do paralele, na kateri se nahaja točka. Meri se od ekvatorja proti poloma, zato moramo paziti, da jo pravilno označimo s + proti severu in z - proti jugu.

## Zapisovanje
Zemljepisna širina je izražena na seksagezimálen način v stopinjah, minutah in sekundah, z vrednostjo ena stopinja je 60 minut in ena minuta je 60 sekund. V decimalnem sistemu je za stopinjami, decimalna vejica in ostale vrednosti minut in sekund.
Obstajajo različne metode za zastopanje, z B..:
1. stopinja, minute, sekunde: 66 ° 43 '12 "
2. stopinja, minute, decimalna sekunda: 66 ° 43 '12 0,0 "
3. stopinja, decimalna minuta: 66 ° 43.20 '
4. decimalna stopinja: 66,7200 °

Če ni posebej označeno °N ali °S, veljajo pozitivne vrednosti za severne zemljepisne širine in negativne za južne zemljepisne širine.
Pri določanju prostorske koordinate, se vedno najprej opredeli širina, potem dolžina, saj velja angleški abecedni red. Razlog je tudi konvencija v zgodovini: širina je bila skoraj natančno določena že stoletja pred dolžino.

## Določanje širine
Širina se lahko določi precej preprost glede na najvišji položaj sonca (širina opoldne) ali na osnovi  kulminacije zvezde.
Na severni polobli Zemlje je višina relativno svetle zvezde  Severnice nad obzorjem precej natančno širino: Na ekvatorju se pojavi Severnica na obzorju, na severnem tečaju stoji skoraj navpično na nebu. V bistvu je Severnica manj kot 1 ° stran od nebesnega pola; nastala napaka je posledica vrtenja Zemlje dvakrat dnevno lahko 0 °, dvakrat približno 0,75 ° in se lahko popravi s preprostimi formulami ali povprečenjem.
Širino so zgodnji pomorščaki uporabljali za navigacijo že v poznem 15. stoletju. Določitev dolžine pa je bila bolj zapletena in zahteva natančne račune ali merjenje razdalj Lune od zvezd. Od poznega 18. stoletja so to storili s točnimi urami v kronometrih, od sredine 20. stoletja z različnimi metodami, ki uporabljajo elektromagnetne valove prizemnih oddajnikov, od 1990-tih dalje pa z GPS satelitskimi sprejemniki.

## Astronomska, elipsoidna, geodetska in geocentrična širina
- Astronomska širina: imenovana v geodeziji je kot med dejanskim grezilom in ekvatorialno ravnino. Razlika od elipsoidne širine je komponenta deformacije navpičnice (druga je razlika astronomskega minusa elipsoidne dolžine).
- Elipsoidna ali geodetska širina: ustreza ko se za zemeljski model uporablja sferoid, kot med ekvatorialno ravnino in elipsoidom. Ta različica zemljepisne širine se uporablja v geodeziji in kartografiji.
- Geocentrična širina: je smer v središče Zemlje. grezilo in elipsoidna normala ne tečeta - razen na ekvatorju in na tečajih - skozi središče zemlje. Geocentrična širina se razlikuje od zemljepisne širine za do 0,2 °.

V popolni stabilnem (sploščenem) sferoidu (brez vrhov ali dolin, konstantna gostota) ustreza elipsoidna širina astronomski širini.

## Vpliv na podnebje
Ker je povprečno sončno sevanje točke na zemeljski površini odvisno od njegove širine, to v bistvu določa lokalno klimo in se lahko uporablja za opredelitev (geografsko) podnebja: tropi ležijo med povratnikoma (23 ° 26 ') in polarna območja nad polarnima krogoma (66 ° 34 '), vmes so subtropska in zmerna območja.
Podnebje je odvisno tudi od drugih dejavnikov; tako da so na primer nekatera evropska mesta zaradi Severnoatlantskega toka po navadi precej toplejša od azijskih in severnoameriških mest na isti zemljepisni širini.
Geografska širina ne nazadnje vpliva na pogoje vetra. V preteklosti, ko so ladje plule na veter, je bil za plovbo ladij velikega pomena. Iz časa jadrnic so imena, kot so konjska širina v subtropskih predelih ali  Roaring Forties (bučanje štiridesetih), nastala zaradi pogojev vetra pri ustrezni širini.